# Oreaeschna dominatrix
Oreaeschna dominatrix là loài chuồn chuồn trong họ Aeshnidae. Loài này được Vick & Davies mô tả khoa học đầu tiên năm 1990.